# Bohumil Kafka
Bohumil Kafka (ur. 14 stycznia 1878 w Novej Pace, zm. 24 listopada 1942 w Pradze) – czeski rzeźbiarz i pedagog.
Przed przeprowadzką do Wiednia studiował w Pradze z rzeźbiarzem Josefem Václavem Myslbekiem, później przeniósł się do Paryża, gdzie kontynuował studia. Pracował w Londynie, Berlinie i Rzymie przed powrotem i ponownym osiedleniu się w Pradze. Tworzył głównie w symbolistycznym oraz animalistycznym stylu. Był jednym z prekursorów secesji w sztuce, mocno wzorował się na Auguście Rodinie.

## Galeria

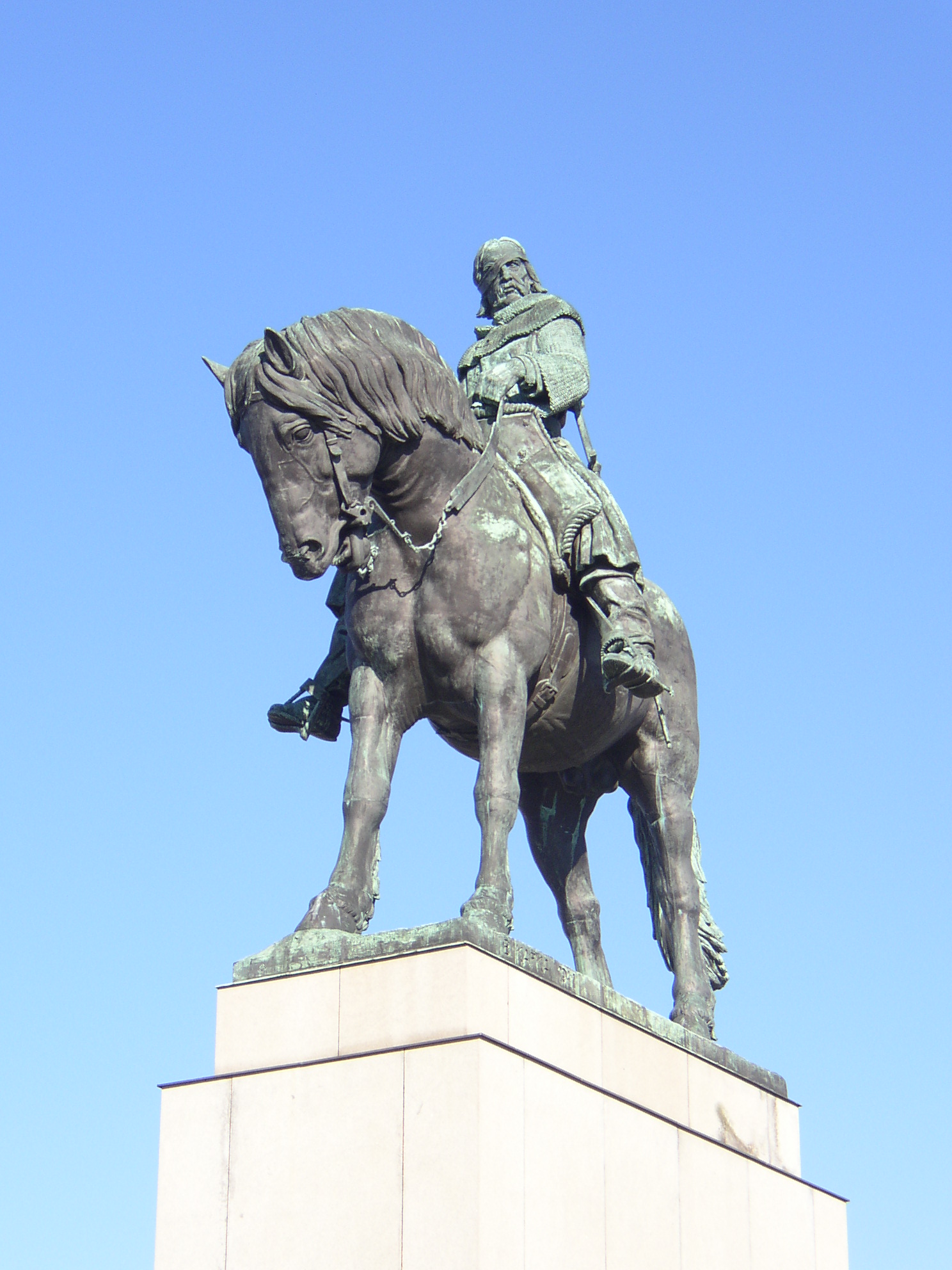
Pomnik Jana Žižka na Witkowej Górze w Pradze
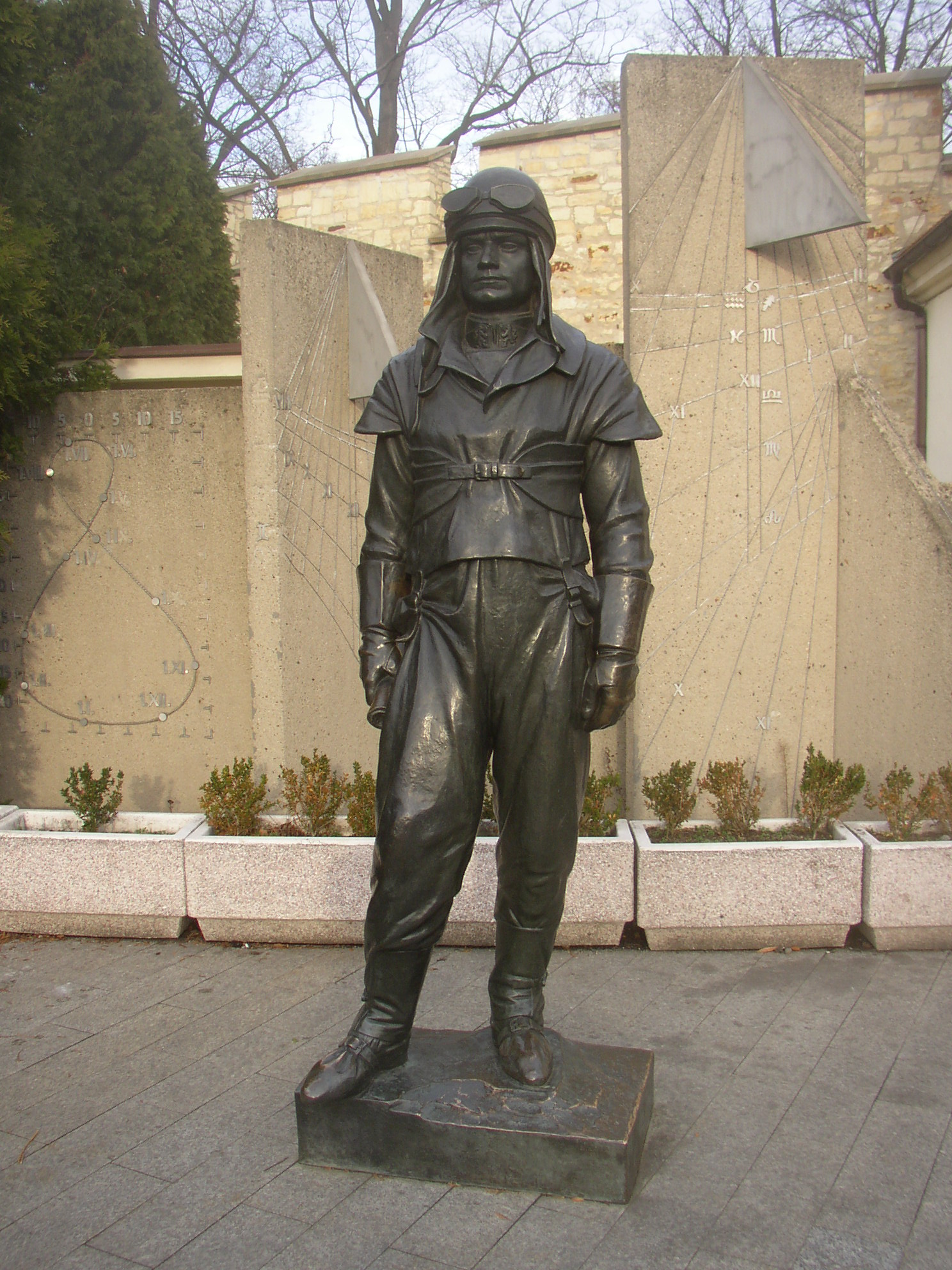
Pomnik Milana Rastislava Štefánika przy praskim obserwatorium
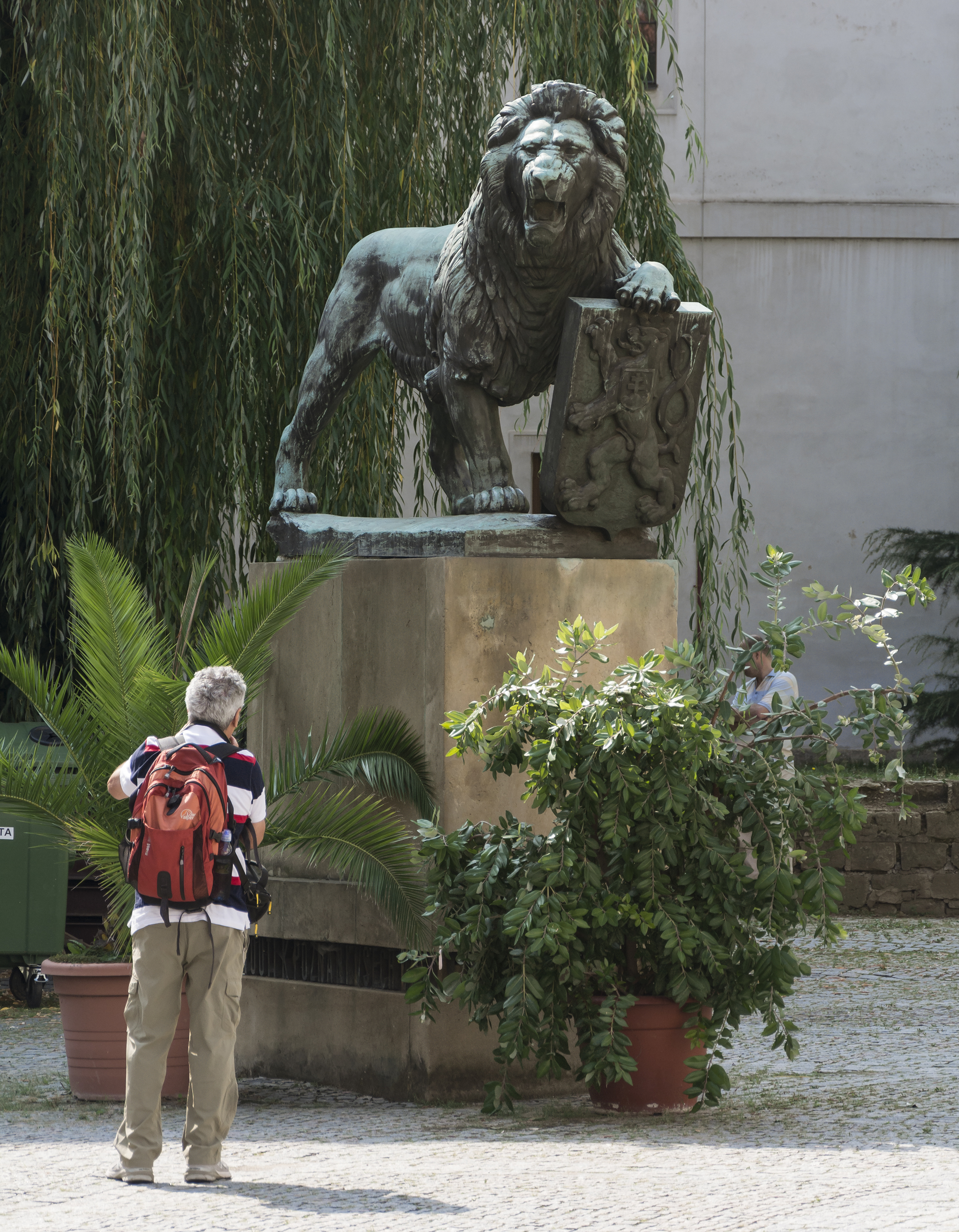
Pomnik przy klasztorze na Strahowie w Pradze
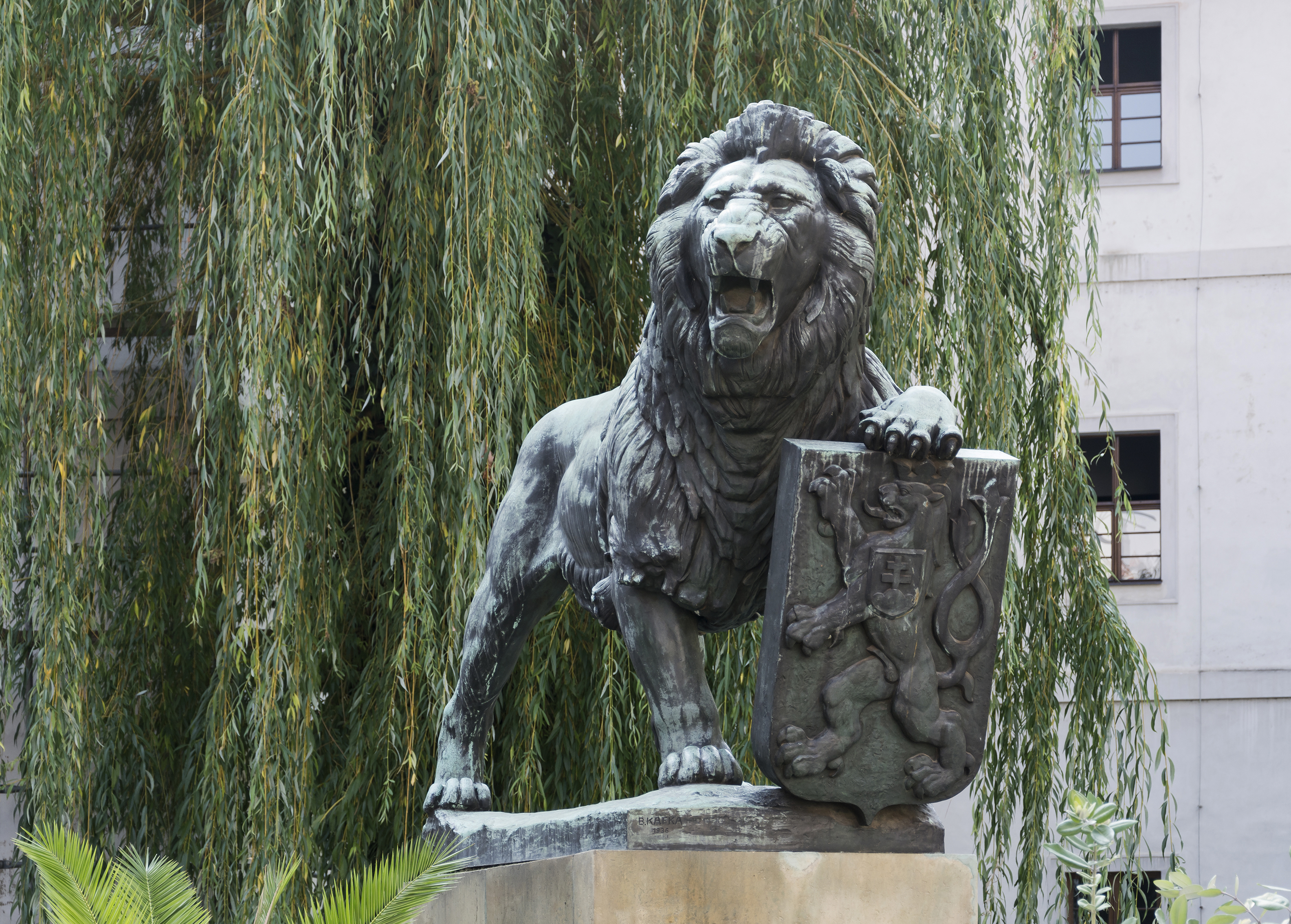
Pomnik przy klasztorze na Strahowie w Pradze